# 218. Gebirgs-Jäger-Regiment
218 Gebirgs-Jäger-Regiment var ett bergsinfanteriregemente i Tyskland under andra världskriget. Regementet tillhörde 99. Leichte Infanterie-Division till en början av kriget under Operation Barbarossa, då som 128. Grenz-Infanterie-Regiment vilket senare blev 218. Gebirgs-Jäger-Regiment under 7. Gebirgs-Division vilket stred i Finland.

## Framstående befälhavare
- Oberst Emil Schuler (Mottagare av Riddarkorset av järnkorset)